# Landon Dickerson
Landon Dickerson (geboren am 30. September 1998 in Hickory, North Carolina) ist ein US-amerikanischer American-Football-Spieler auf der Position des Centers und Guards. Er spielte College Football für die Florida State University sowie die University of Alabama und wurde im NFL Draft 2021 in der zweiten Runde von den Philadelphia Eagles ausgewählt. Mit den Eagles gewann Dickerson den Super Bowl LIX.

## College
Dickerson besuchte die South Caldwell High School in Hudson, North Carolina und nahm am Under Armour All-America Game teil.
Ab 2016 ging er auf die Florida State University, um College Football für die Florida State Seminoles zu spielen. Bei den Seminoles spielte Dickerson als Freshman sieben Partien auf der Position des rechten Guards, bevor ein Kreuzbandriss seine Saison vorzeitig beendete. Auch in der folgenden Spielzeit wurde er von Verletzungen gebremst und kam nur zu vier Einsätzen. Nachdem Dickerson auch 2018 verletzungsbedingt kaum spielen konnte, ließ Dickerson sich das Jahr als Medical Redshirt anrechnen, um ein Jahr länger spielberechtigt zu bleiben.
Zur Saison 2019 wechselte Dickerson auf die University of Alabama. Da er bereits seinen Abschluss an der Florida State University gemacht hatte, war er sofort für die Alabama Crimson Tide spielberechtigt. Dort übernahm er zunächst für vier Spiele die Position des Right Guards, die verbleibenden neun Spiele wurde er als Center eingesetzt. In der Saison 2020 spielte er elf Partien als Center, im SEC Championship Game verletzte er sich am Knie und fiel daher für den Rest der Spielzeit aus. Beim Sieg der Crimson Tide über die Ohio State Buckeyes im College Football Playoff National Championship Game wurde Dickerson trotz seiner Verletzung am Ende der zu diesem Zeitpunkt bereits entschiedenen Partie eingewechselt, um ein letztes Mal mit seinem Team auf dem Feld zu stehen. Er gewann die Rimington Trophy als bester Center der Saison und wurde als Unanimous All-American ausgezeichnet. Am 20. Januar 2021 gab er seine Anmeldung für den NFL Draft bekannt.

## NFL
Dickerson wurde im NFL Draft 2021 in der zweiten Runde an 37. Stelle von den Philadelphia Eagles ausgewählt. Wegen seiner Verletzung vom College verpasste Dickerson die Saisonvorbereitung, sein NFL-Debüt gab er am zweiten Spieltag als Right Guard. Durch das verletzungsbedingte Saisonaus von Isaac Seumalo rückte Dickerson ab dem dritten Spieltag in die Stammformation auf und wurde als Left Guard eingesetzt. In der Saison 2022 war Dickerson von Beginn an Starter und wurde in den Pro Bowl gewählt. Er erreichte mit den Eagles den Super Bowl LVII, den sie mit 35:38 gegen die Kansas City Chiefs verloren. Auch 2023 war Dickerson Pro Bowler. Im März 2024 einigte er sich mit den Eagles auf eine Vertragsverlängerung um vier Jahre im Wert von 84 Millionen Dollar, was ihn zum bestbezahlten Spieler auf seiner Position machte. In der Saison 2024 wurde Dickerson zum dritten Mal in den Pro Bowl gewählt. Er zog mit den Eagles in den Super Bowl LIX ein, den sie mit 40:22 gegen die Kansas City Chiefs gewannen.